# Felix Drahotta
Felix Drahotta, né le 1er janvier 1989, est un rameur allemand.

## Palmarès

### Jeux olympiques
- 2008, à Pékin ( Chine)
  - 4e en Deux
- 2012, à Londres ( Royaume-Uni)
  - 7e en Deux

### Championnats du monde
- 2013, à Chungju ( Corée du Sud)
  -  Médaille d'argent en Huit
- 2014, à Amsterdam ( Pays-Bas)
  -  Médaille d'argent en Huit

### Championnats d'Europe
- 2014, à Belgrade ( Serbie)
  -  Médaille d'or en Huit
- 2015, à Poznań ( Pologne)
  -  Médaille d'or en Huit